# Aseri (Dorf)
Koordinaten: 59° 27′ N, 26° 52′ O

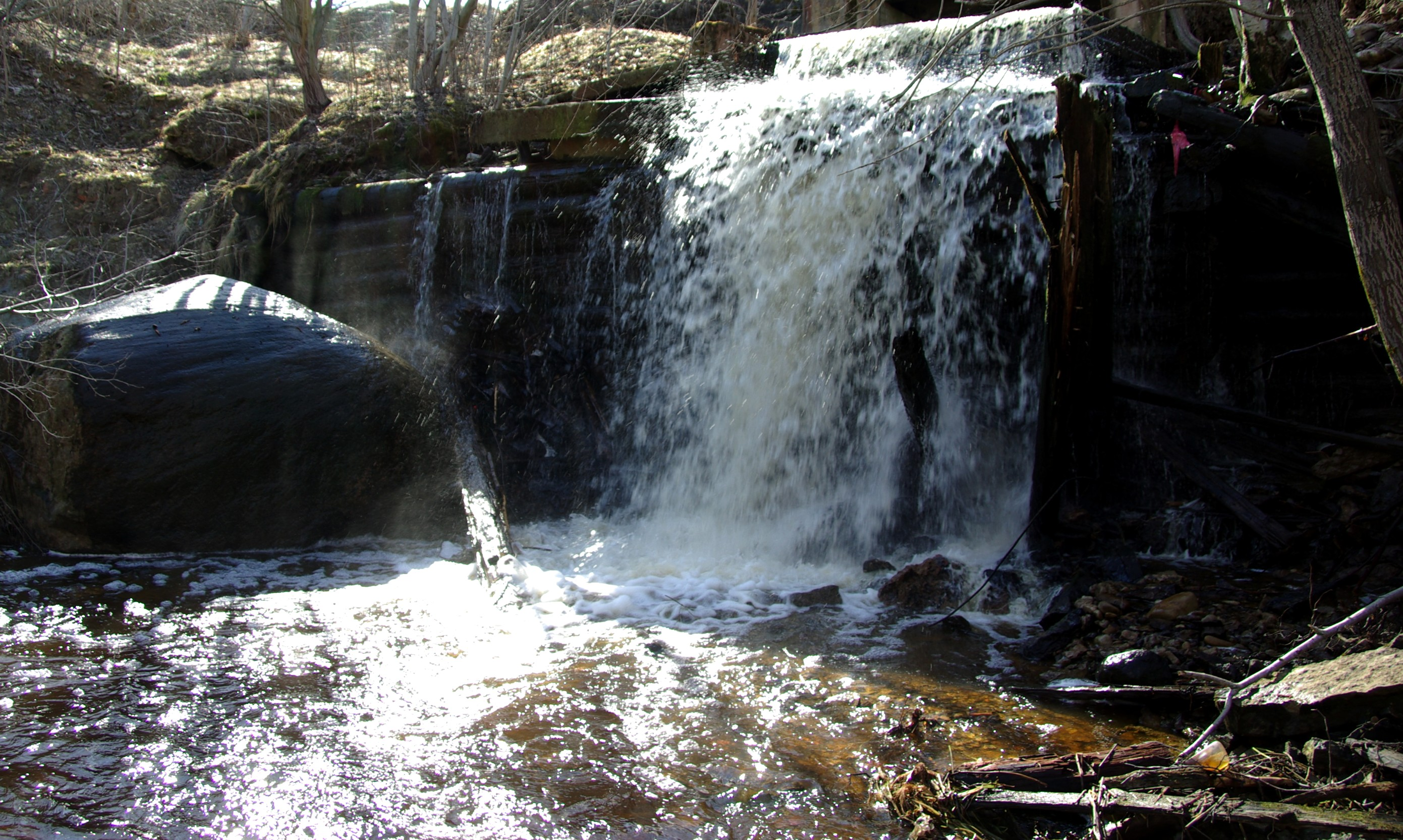
Der Aseri-Wasserfall (Aseri juga)

Das Großdorf Aseri (Aseri alevik) liegt im Kreis Lääne-Viru (West-Wierland) im Nordosten Estlands. Es war der Hauptort der Landgemeinde Aseri (Aseri vald).

## Beschreibung und Geschichte
Das Dorf hat 1.552 Einwohner (Stand 2011). Es liegt direkt am Finnischen Meerbusen. Bei Aseri fließt der Bach Meriküla (Meriküla oja) in die Ostsee.
Bei Naturliebhabern bekannt sind der Aseri-See (Aseri paisjärv) und der Aseri-Wasserfall (Aseri juga). Er hat eine Höhe von 1,4 bis 1,6 m.

## Gut Aseri
Das Gut von Aseri ist eines der ältesten im ehemaligen Kirchspiel von Viru-Nigula. Es wurde erstmals 1367 unter dem Namen Asserien urkundlich erwähnt. für das Jahr 1534 ist das Dorf Aseri belegt.
Bis 1581 stand das Gut im Eigentum der adligen deutschbaltischen Familie Lode. Nach dem Livländischen Krieg fiel es im 16. Jahrhundert an die schwedische Krone. Vom 17. bis zum 20. Jahrhundert wechselte der Besitz oft den Eigentümer.
Im Zuge der estnischen Landreform wurde das Gut 1919 enteignet und das Land unter den örtlichen Bauern aufgeteilt. Heute sind nur noch wenige historische Gebäude des Guts erhalten.

## Fabrikort Aseri
Einen großen Zuwachs an Bevölkerung erlebte das Fischerdorf Aseri mit der Industrialisierung der Region Ende des 19. Jahrhunderts. In den Jahren 1899 bis 1905 entstand in Aseri eine der ersten Zementfabriken Estlands. Entscheidend war der für dessen Herstellung günstige Boden der Gegend. Gründer der Aktiengesellschaft war der Landrat und Eigentümer der Güter von Aseri und Koogu, der Deutschbalte Hermann Otto Schilling. Die Aktiengesellschaft Asserien hatte ein Grundkapital von 1,5 Millionen Goldrubeln. Nach und nach entstanden an dem Ort Fabrikgebäude, Arbeiterunterkünfte, ein Kraftwerk und ein modernes Wassersystem. Kurz vor Ausbruch des Ersten Weltkriegs lag die Zahl der Arbeiter bei fast eintausend. Die Zementfabrik wurde 1928 geschlossen. Die Ruinen einiger Gebäude sind heute noch zu sehen.
Nach der staatlichen Unabhängigkeit Estlands wurde 1922 in Aseri die Ziegelei Saue gegründet. 1935/37 kam die größere Aktiengesellschaft Riiklikud Tellisetehased hinzu, die ebenfalls Ziegel produzierte.
1939 entstand bei Aseri eine Hafenmole an der Ostsee, die dem Seeexport des Baumaterials diente. Hauptabnehmer waren Finnland und Schweden. Zum Hafen führte vom Bahnhof Sonda aus eine kleine Schmalspurbahn.